# TEKT4
TEKT4 (англ. Tektin 4) – білок, який кодується однойменним геном, розташованим у людей на 2-й хромосомі. Довжина поліпептидного ланцюга білка становить 435 амінокислот, а молекулярна маса — 50 649.
| 10         |  | 20         |  | 30         |  | 40         |  | 50         |
| ---------- |  | ---------- |  | ---------- |  | ---------- |  | ---------- |
| MAQTVPPCEL |  | PCKEYDVARN |  | TGAYTSSGLA |  | TASFRTSKYL |  | LEEWFQNCYA |
| RYHQAFADRD |  | QSERQRHESQ |  | QLATETQALA |  | QRTQQDSTRT |  | VGERLQDTHS |
| WKSELQREME |  | ALAAETNLLL |  | AQKQRLERAL |  | DATEVPFSIT |  | TDNLQCRERR |
| EHPNLVRDHV |  | ETELLKEAEL |  | IRNIQELLKR |  | TIMQAVSQIR |  | LNREHKETCE |
| MDWSDKMEAY |  | NIDETCGRHH |  | SQSTEVQAHP |  | YSTTFQESAS |  | TPETRAKFTQ |
| DNLCRAQRER |  | LASANLRVLV |  | DCILRDTSED |  | LRLQCDAVNL |  | AFGRRCEELE |
| DARYKLHHHL |  | HKTLREITDQ |  | EHNVAALKQA |  | IKDKEAPLHV |  | AQTRLYLRSH |
| RPNMELCRDA |  | AQFRLLSEVE |  | ELNMSLTALR |  | EKLLEAEQSL |  | RNLEDIHMSL |
| EKDIAAMTNS |  | LFIDRQKCMA |  | HRTRYPTILQ |  | LAGYQ      |  |            |

A: Аланін

C: Цистеїн

D: Аспарагінова кислота

E: Глутамінова кислота

F: Фенілаланін

G: Гліцин

H: Гістидин

I: Ізолейцин

K: Лізин

L: Лейцин

M: Метіонін

N: Аспарагін

P: Пролін

Q: Глутамін

R: Аргінін

S: Серин

T: Треонін

V: Валін

W: Триптофан

Задіяний у такому біологічному процесі, як біогенез та деградація війок. 
Локалізований у цитоплазмі, цитоскелеті, клітинних відростках, війках.